# Hospodářský dvůr ve Chvalech
Hospodářský dvůr ve Chvalech ve Stoliňské ulici je dvůr v Praze 9-Horních Počernicích chráněný jako nemovitá Kulturní památka České republiky.

## Historie
Usedlost vznikala pravděpodobně v 18. století přestavbou starší tvrze připomínané ve 14. století. Stojí na vyvýšeném místě na bývalé chvalovské návsi. Její budovy jsou orientovány kolem dvora a dochovaly se pouze některé. Severní část pozemku je zastavěna průmyslovými halami postavenými po roce 1990 a dvůr novostavbou (kolem roku 2006).

### Popis
Ve zdivu obytné jednopatrové budovy č.p. 798 jsou údajně zachovány zbytky středověké tvrze. Budova má valbovou, taškovou střechu a na dvorní straně obdélný střední rizalit, z něhož je vchod do přízemí. Původně měla klasicistní výzdobu fasády, z níž zbyla pouze jednoduše profilovaná římsa, kanelované pilastry a profilované šambrány oken. Přízemí je zaklenuto valeně s lunetami a českými plackami.
K usedlosti patří dvoumlatová stodola na protáhlém obdélném půdorysu a sedlovou střechou krytou taškami a se slepými arkádami na východním a jižním průčelí; na jižní fasádě jsou patrné otisky kleneb. Dochované je klasicistní členění fasády, přilehlé stavby byly zbourány.
Na jižní straně dvora uzavírají areál hospodářské budovy, kolny a stáje. Jižní stěna je z větší části tvořena původní ohradní zdí se zazděnou vstupní branou. Ohradní zeď v jihozápadním nároží je pozůstatkem jiné hospodářské stavby, pravděpodobně špýcharu.
Zeď má na vnitřní straně východní části nerovnosti v síle, severní část uvnitř opěráky a jihozápadní je tvořena zbytkem zdiva demolovaného špýcharu. Ze špýcharu se ve zdi dochovalo okénko s kamenným ostěním, které ústí do klenutého sklepa.
Brána je pseudogotická a na severu přiléhá k obytné budově, je omítaná a ukončená cimbuřím.